# Ovidie
Éloïse Delsart, född 25 augusti 1980 i Lille, är en fransk filmregissör, skådespelare, producent, journalist, författare och före detta porrskådespelare, verksam under artistnamnet Ovidie. Hon blev under åren 1999–2003 först känd som porrskådespelare och har sedan dess regisserat pornografiska filmer såväl som dokumentärer. Dessutom har hon författat ett antal böcker, i första hand om sexualupplysning ur olika perspektiv.

## Biografi

### Bakgrund
Ovidie växte upp med föräldrar som kom ur arbetarklassmiljö och 2003 arbetade som lärare. Hennes äldre bror avled medan Ovidie fortfarande var tonåring. Senare gifte hon sig, och hennes make lämnade en lärarposition vid Paris universitet för att fungera som redaktör för en pornografisk tidning. De skilde sig senare, men hennes arbete var inte orsaken till skilsmässan.

### Karriär i sexbranschen
Ovidie har förnekat att hon skulle ha letat sig till den pornografiska branschen på grund av sex eller pengar, och hon har beskrivit sig själv som medelklass. Hennes intresse för dans och koreografi, liksom den mänskliga kroppens uttrycksmöjligheter, spelade stor roll för hennes val att ägna sig åt pornografi.

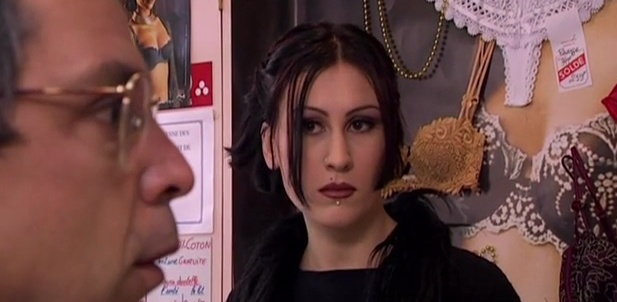
John B. Root (regissör) och Ovidie, från en scen i filmen XYZ, 2000.

Vid tiden för hennes första pornografiska medverkan beskrev hon sig själv som en "aktiv och militant feminist". Hon såg först på pornografin som ett sätt att få grepp om orättvisorna som drabbade de kvinnliga deltagarna i branschen. Därför blev hon förvånad när kvinnliga porrskådespelare som hon tidigare tyckt synd om imponerade på henne med sina starka sexuella bilder. Hon ville nå samma typ av sexuell styrka, något som borde kunna vara kompatibelt med feministiska ideal, och började därför som skådespelare vid filmproduktioner. Hon beskrev för The Times Magazine att "Jag är intresserad av dessa typer av erfarenheter, inte bara för att jag är pervers – något ni själva kan konstatera. Nej, det är för att alla inte klarar av att skaffa sig de här erfarenheterna."
Under sin aktiva karriär som porrskådespelare utförde hon sällan scener med analsex. Utöver sin första scen krävde hon av sina partner att de skulle använda kondom.
Ovidie var aktiv som porrskådespelare fram till 2003, samma år som hon medverkade i porr/mainstream-filmen All About Anna. Hon har också varit verksam som regissör inom porrbranschen – både under tiden hon skådespelade och senare. Redan efter ett års medverkan i branschen som skådespelare regisserade hon Orgie en noir (2000), producerad av Marc Dorcel. Därefter har hon regisserat ett antal "kvinno-anpassade" videor för Marc Dorcel, Blue One, VCommunications och Canal+. Hon ses som specialist på pornografi för och av kvinnor. I branschdatabasen IAFD listas hon som skådespelare i 54 pornografiska inspelningar, varav ett knappt halvdussin icke-pornografiska bidrag från senare år. Dessutom noteras regi för 16 pornografiska filmer.
Fram till 2005 ägde hon en sexbutik som endast riktade sig till kvinnor. I maj 2008 började hon regissera videor för den franska TV-kanalen French Lover TV, känd för sin profil med sexualupplysning., och i början av 2011 fungerade hon som kanalens programansvariga. Under en period var hon även värd för en veckovis sänd pratshow på kanalen.

### Journalistik och dokumentärer
I oktober 2015 lämnade hon French Lover TV för att fokusera på sin karriär som journalist. Hon har arbetat för Radio France, Europeiska unionens råd, France 2 och Canal+. År 2012 blev hon krönikör för den franska upplagan av gratistidningen Metro (tidningen lades ner 2016).

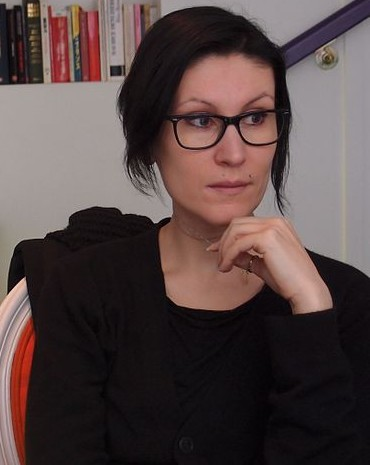
Ovidie, 2014.

År 2002 kom hennes första bok, Porno manifesto, som hon ska ha skrivit i ilskan över samhällets okunskap om pornografi. Hon har sammanlagt författat ett drygt dussintal böcker, där de flesta berör kvinnlig sexualitet (Osez découvrir le point G, La sexualité féminine de A à Z…), samt graviditet (Osez l'amour durant la grossesse), filosofi (Sexe philo), och punkrock (Métal urbain : a good hippie is a dead one). Hon har sagt att hon bara studerade filosofi för att bättre förstå sig på pornografi; hennes bok Sexe philo från 2012 är skriven i samarbete med den filosofie doktorn i filosofi Francis Métivier.
År 2023 publicerades La Chaire est triste hélas. Detta är en självbiografisk bok, med handlingen förlagd till de år då Ovidie var verksam i porrbranschen och bakgrunden till hennes ungdomsbeslut.

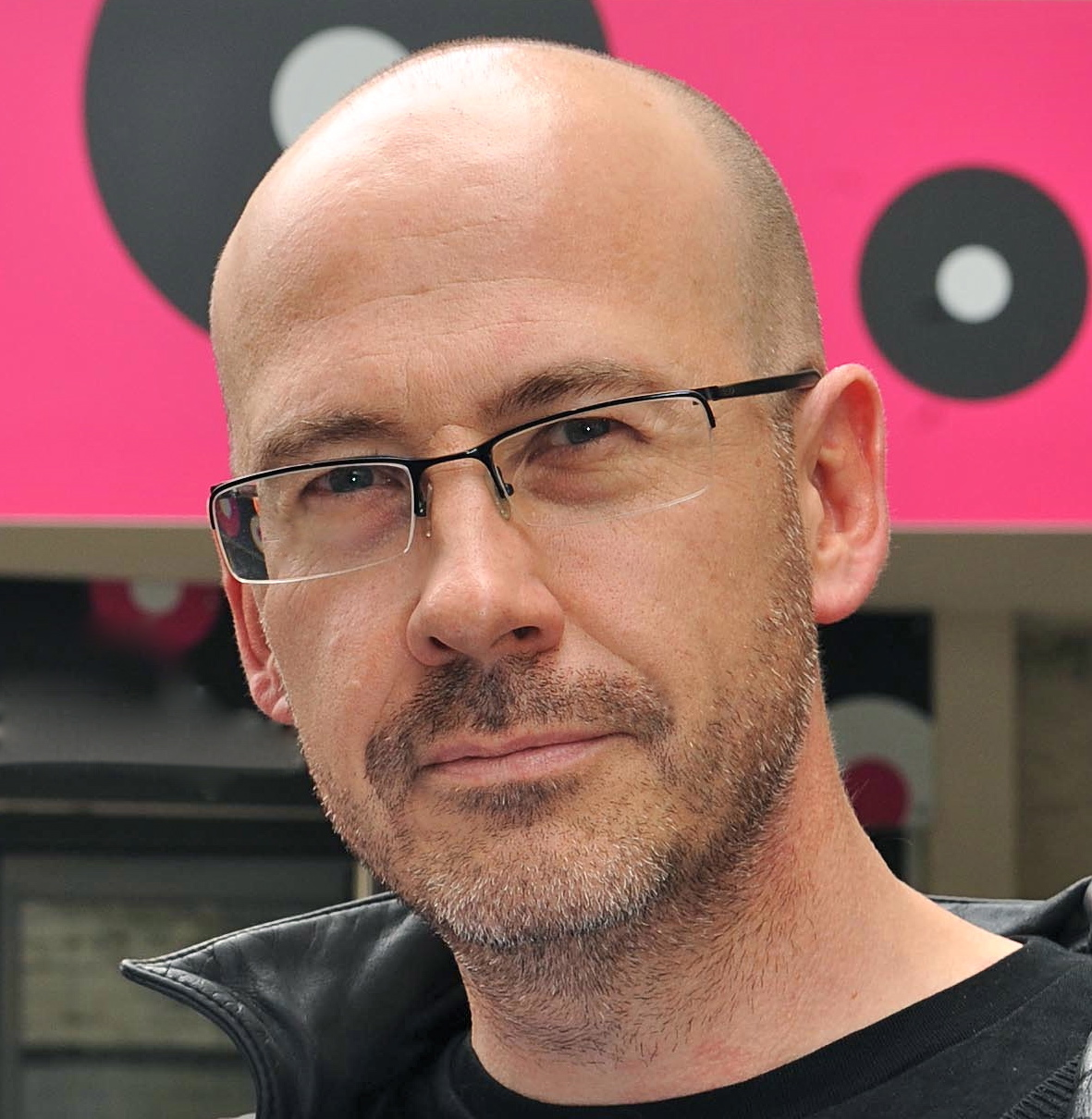
Francis Métivier, medförfattare till Sexe philo.

År 2006 inledde Ovidie sitt skrivande och regiarbete av politiska dokumentärfilmer. I november 2011 kom filmen Rhabillage, producerad av den franske filmregissören Jean-Jacques Beineix och visad på France 2 för 6 miljoner tittare. 2015 regisserade hon À quoi rêvent les jeunes filles ?, en TV-dokumentär om sexualiteten hos generation Y som också den sändes på France 2.
Ovidies dokumentär Là où les putains n'existent pas (svensk titel: I Sverige finns inga horor) från 2018 behandlar fallet med den mördade svenska prostituerade och aktivisten Eva-Marrée Kullander Smith. Den fransk-tyska samproduktionen tar upp den svenska sexköpslagens effekter, och den sammanblandning av sexarbete, koppleri och människohandel som enligt filmskaparna kan leda till en normalisering av våld mot sexarbetare.

## Film, musik och teater

### Filmografi
Ovidie har även framträtt i andra filmgenrer, inklusiver i Beneix film Mortel transfert (2001) och Le Pornographe (2001) av Bertrand Bonello. I den senare filmen utför hon osimulerat sex.
Ovidie syns också i den danska filmen All About Anna, producerad av Lars von Triers bolag Zentropa. Där utför hon explicit och osimulerat oralsex på skådespelaren/sångerskan Gry Bay. En egenhet i filmen, förekommande i många Zentropa-filmer, är att hon är den enda porrskådespelaren i filmen. Samtidigt uppträder hon påklädd i filmen (endast Gry Bay är naken i deras sexscen).
Ovidie deltog 2007 i filmen La Nuit des horloges, regisserad av Jean Rollin. År 2016 spelade hon mot Benoît Poelvoorde och Gérard Depardieu i Benoît Delépines Saint-Amour, och 2017 regisserade hon Pornocracy: The New Sex Multinationals. Den dokumentärfilmen kretsar kring den moderna omvandlingen av den pornografiska branschen, där de traditionella bolagen får allt mindre produktionsresurser på grund av den allt större konsumtionen av gratismaterial och där ett fåtal stora IT-bolag fått allt större makt.

### Musik
Ovidie har också varit aktiv i musiksammanhang. Hon har arrangerat franska underground-konserter för martial-musiker som bland andra Dernière Volonté och Position Parallèle. Under 2006 regisserade hon åtta musikvideor för det franska elektropunkbandet Métal Urbain. År 2009 både regisserade och syntes hon i en musikvideo för det tyska glamrockbandet The World Domination.
År 2012 skrev hon Métal Urbain: a good hippie is a dead one, i samarbete med den franska punkrockaren Éric Débris. Boken har ett förord av den amerikanska punkaren Jello Biafra.

### Teater
År 2023 hade Ovidies pjäs Les Salopes ordinaires premiär vid université de Lille. Detta var hennes första teatermanus.

## Privatliv och åsikter
Ovidie bor sedan 2018 i Charente i västra Frankrike, efter många år i Paris, tillsammans med barn och hundar. År 2019 var hon doktorand i litteratur.
Ovidie är en hängiven vegan och aktivist för djurens rättigheter. Under sitt vuxna liv har hon mestadels identifierat sig som sexpositiv feminist.

## Utmärkelser (urval)
- 2001 – Hot d'Or d'honneur och för bästa originalmanus (Orgie en noir – författare)[40]
- 2002 – Ninfa – Bästa skådespelerska (publikpriset)[41]
- 2009 – Hot d'Or d'honneur[40]
- 2013 – Feminist Porn Award – Movie of the Year
- 2014 – Feminist Porn Award – Best Director